# Anders Frisell
Anders Frisell, född 27 februari 1870 i Mockfjärds församling, död där 10 april 1944, var en riksspelman från Mockfjärd.

## Biografi
Anders Frisell blev förste pristagare i fiolspel vid spelmanstävlingen i Mora arrangerade av Anders Zorn 1907. 1908 uppträdde han tillsammans med sina döttrar Elsa och Viola på cello och altfiol, och erövrade första hederspriset. Familjetrion spelades in 1909, och inspelningen gavs ut under namnet Dalatrion. Under 1920-talet hade han Elvira Classon från Svedjan utanför Djurås som elev.
Tolv av Frisells dagböcker har överlevt, och innehåller bland annat anteckningar i Arends stenografisystem.
Han har efterlämnat många kända visor som till exempel:
- Gånglåt från Mockfjärd
- Frisells storpolska
- Kullerullvisan